# Lewoszów
Lewoszów – wieś w Polsce położona w województwie świętokrzyskim, w powiecie koneckim, w gminie Radoszyce.
| SIMC    | Nazwa | Rodzaj    |
| ------- | ----- | --------- |
| 1017860 | Budki | część wsi |

W latach 1975–1998 miejscowość administracyjnie należała do województwa kieleckiego.
W 1784 r. wieś administracyjnie należąca do powiatu chęcińskiego w województwie sandomierskim była własnością rodu Małachowskich, bowiem w regestrze diecezjów jako właściciel widnieje Małachowski, podkanclerz koronny.
7 kwietnia 1943 wieś spacyfikowali żandarmi niemieccy. Zamordowali rodzinę Janusów i Juliannę Pacek.
Urodził się tu Edmund Kulczykowski – polski lekarz, żołnierz.
Wierni Kościoła rzymskokatolickiego należą do parafii św. Maksymiliana Kolbe i św. Faustyny Kowalskiej w Wilczkowicach.